# Enfant d'Orce
Pour un article plus général, voir gisements de la région d'Orce.
L'Enfant d'Orce désigne le fossile BL02-J54-100, une couronne de molaire déciduale datée de 1,4 Ma découverte à Barranco León, une crique du village d'Orce en Espagne. Avec l'os crânien VM-0, ou Homme d'Orce, elle est l'une des plus anciennes traces humaines en Europe, avec les vestiges lithiques trouvés sur le site de Pirro Nord en Italie (1,5 Ma), et la dent fossile de Kozarnika en Bulgarie (1,5 Ma).

## Découverte
Barranco León est une crique dans la rivière d'Orce, dont la stratigraphie se compose de cinq couches (BL1 à BL5). BL1 contient des restes de faunes mal conservés et BL5 des restes de mammifères et d'outils de pierre. C'est là que fut découverte en 2002 une dent de lait, le fossile BL02-J54-100, appelé Enfant d'Orce. La dent fut reconnue comme humaine en 2008. L'ensemble des résultats ont été publiés en juillet 2013.
Le niveau de la dent contenait des restes de divers mammifères tels Stephanorhinus hundsheimensis, Vulpes, des chiens, équidés, Hippopotamus antiquus et bisons.
On y a trouvé aussi des outils de pierre oldowayens : 1 244 artefacts dont 26 nucléus. Le silex, le calcaire et la quartzite sont les principales matières premières utilisées, toutes présentes à proximité du site.

## Description
La couronne est complète mais très fossilisée sur sa face intérieure, laissant penser que les racines ont été perdues ante-mortem. Les principales caractéristiques qui la relient au genre Homo sont présentes. Elle est cependant relativement large.

## Datation
Bien que contestés, les nombreux éléments de datation convergent vers un âge d'environ 1,4 Ma :
- Une unique inversion de polarité magnétique détectée sur toute la séquence lui donne d'abord un âge au moins égal à celui de l'inversion Brunhes-Matuyama, il y a 781 ka.
- De plus, cinq échantillons de grains de quartz collectés dans la séquence et analysés en résonance paramagnétique électronique amènent à estimer la couche de la dent à 1,43 ± 0,38 Ma. L'incertitude est cependant très importante.
- La présence d'espèces de microfaune permet d'affiner la datation : certaines sont présentes sous une forme plus évoluée à la Sima del Elefante dans un niveau de 1,22 ± 0,16 Ma, fournissant un âge minimum.
- L'absence de suidés sur tous les sites voisins : 30 ans de recherches et des centaines de mètres carrés de fouilles n'ont révélé aucun suidé, alors qu'ils sont présents en quantité sur d'autres sites similaires. Or ces animaux se manifestent en Espagne à partir de 1,2 Ma.

L'agrégation des différentes méthodes de datation conduit à un âge d'environ 1,4 Ma.